# Dan Collette
Daniel „Dan” Collette (ur. 2 kwietnia 1985 w Luksemburgu) – luksemburski piłkarz grający na pozycji ofensywnego pomocnika lub napastnika. Od 2006 roku jest zawodnikiem klubu Jeunesse Esch.

## Kariera klubowa
Swoją karierę piłkarską Collette rozpoczął w klubie Swift Hesperange. W 2002 roku awansował do kadry pierwszego zespołu i w sezonie 2002/2003 zadebiutował w nim w pierwszej lidze luksemburskiej. W zespole Swiftu występował do końca sezonu 2005/2006.
Latem 2006 roku Collette przeszedł do Jeunesse Esch. W sezonie 2005/2006 wywalczył z Jeunesse wicemistrzostwo Luksemburga. Z kolei w sezonie 2009/2010 został z Jeunesse mistrzem Luksemburga.
| Sezon   | Klub             | Kraj       | Rozgrywki         | Mecze | Bramki |
| ------- | ---------------- | ---------- | ----------------- | ----- | ------ |
| 2002/03 | Swift Hesperange | Luksemburg | Nationaldivisioun | 3     | 1      |
| 2003/04 | Swift Hesperange | Luksemburg | Nationaldivisioun | ?     | ?      |
| 2004/05 | Swift Hesperange | Luksemburg | Nationaldivisioun | 28    | 1      |
| 2005/06 | Swift Hesperange | Luksemburg | Nationaldivisioun | 20    | 5      |
| 2006/07 | Jeunesse Esch    | Luksemburg | Nationaldivisioun | 21    | 3      |
| 2007/08 | Jeunesse Esch    | Luksemburg | Nationaldivisioun | ?     | ?      |
| 2008/09 | Jeunesse Esch    | Luksemburg | Nationaldivisioun | 19    | 1      |
| 2009/10 | Jeunesse Esch    | Luksemburg | Nationaldivisioun | 25    | 4      |
| 2010/11 | Jeunesse Esch    | Luksemburg | Nationaldivisioun | 16    | 0      |
| 2011/12 | Jeunesse Esch    | Luksemburg | Nationaldivisioun | 25    | 7      |
| 2012/13 | Jeunesse Esch    | Luksemburg | Nationaldivisioun | 25    | 3      |

## Kariera reprezentacyjna
W reprezentacji Luksemburga Collette zadebiutował 24 lutego 2004 roku w przegranym 2:4 towarzyskim meczu z Wyspami Owczymi.